# 崔僧渊
崔僧淵，南北朝時代官员、军事人物。清河郡東武城县人，崔目連之子。《北史》为李渊避諱作崔僧深。

## 生平
皇興元年（467年）北魏慕容白曜包围历城，崔僧淵叔父崔道固献历城归降。崔僧淵兄弟入北魏，被流配薄骨律鎮。太和初年，放归，于是进入平城。魏孝文帝喜欢和他談論文学以及佛教经典。後任命他为尚書儀曹郎。遷都洛陽後，担任青州中正。出任广陵王元羽麾下征東諮議参軍，加显武将军。在黄郭討伐海賊，获胜。齐明帝萧鸾派他的族兄崔惠景致書，说他归降北魏，是为不正，崔僧淵回信相诘。崔僧淵出为龍驤将軍、南青州刺史。後因独断出軍問罪，被幽禁，后来赦免七十余岁去世。

## 家庭

### 妻
- 房氏，先妻，生子崔伯驎、崔伯驥，其后離缘，房氏与二子居住于冀州
- 杜氏，後妻，平原郡人。跟随崔僧淵至薄骨律鎮，生子崔伯鳳、崔祖龍、崔祖螭、崔祖虬，放归后，崔僧淵与房氏離缘，杜氏与四子居住于青州

### 子女
- 崔伯驎，北魏中坚将军、乐陵郡太守、冀州长史
- 崔伯骥，北魏京兆王法曹参军
- 崔伯凤，北魏前将军
- 崔祖龙，北魏司空行参军
- 崔祖螭，北魏镇远将军
- 崔祖虬，北魏秀才